# Paul L. Baldeh
Paul Louis Baldeh (* 1937 in Sare N’Gai; † Dezember 1968) war Politiker im westafrikanischen Staat Gambia.

## Leben
Baldeh, ein Lorobo-Fula, war Sohn eines Viehhalters, der zu damaliger Zeit die größte Rinder-Herde in Fulladu West besaß. In seiner Kindheit wurde er in der Schule der katholischen Mission unterrichtet, dabei konvertierte er zum römisch-katholischen Glauben. Nach dem Besuch der weiterführenden katholischen Schule in Bathurst besuchte Baldeh in Dublin das Trinity College und erwarb seinen BA. Danach war er als Lehrer in Bathurst tätig.
| Parlamentswahl | Stimmen | Stimmanteil |
| -------------- | ------- | ----------- |
| 1962           | 1.600   | 58,69 %     |
| 1966           | 2.702   | 59,20 %     |

Bei den Parlamentswahlen 1962 trat Baldeh als Kandidat der People’s Progressive Party (PPP) im Wahlkreis Lower Fulladu West an. Er konnte den Wahlkreis gegen seinen Gegenkandidaten Andrew M’Ballow von der United Party (UP) für sich gewinnen und beendete seine Tätigkeit als Lehrer. Er wurde dann als Bildungsminister ernannt, aufgrund von Unstimmigkeiten mit der Parteiführung wurde er im November 1963 von diesem Posten entbunden, aber noch vor der Unabhängigkeit Gambias wieder eingesetzt.
Bei den folgenden Wahlen im April 1966 konnte Baldeh den Wahlkreis gegen den Kandidaten Augustin A. Sabally (UP) verteidigen, er erhielt aber aufgrund seines Gesundheitszustandes keinen Ministerposten. Am 1. September 1968 wurde er aus der PPP ausgeschlossen und Baldeh gründete mit anderen unzufriedenen Mitgliedern der PPP die People’s Progressive Alliance (PPA).
Baldeh starb an einer chronischen Krankheit, an der er über Jahre litt, im Dezember 1968 im Alter von 31 Jahren. Er wurde mit einem Staatsakt geehrt.